# Eparchia di Tetovo-Gostivar
L'eparchia di Tetovo-Gostivar (in macedone: Тетовско-гостиварска епархија) è una delle eparchie della Chiesa ortodossa macedone nella Macedonia del Nord.
Dal 17 settembre 2013 metropolita di Tetovo-Gostivar è Giuseppe Velički.

## Territorio

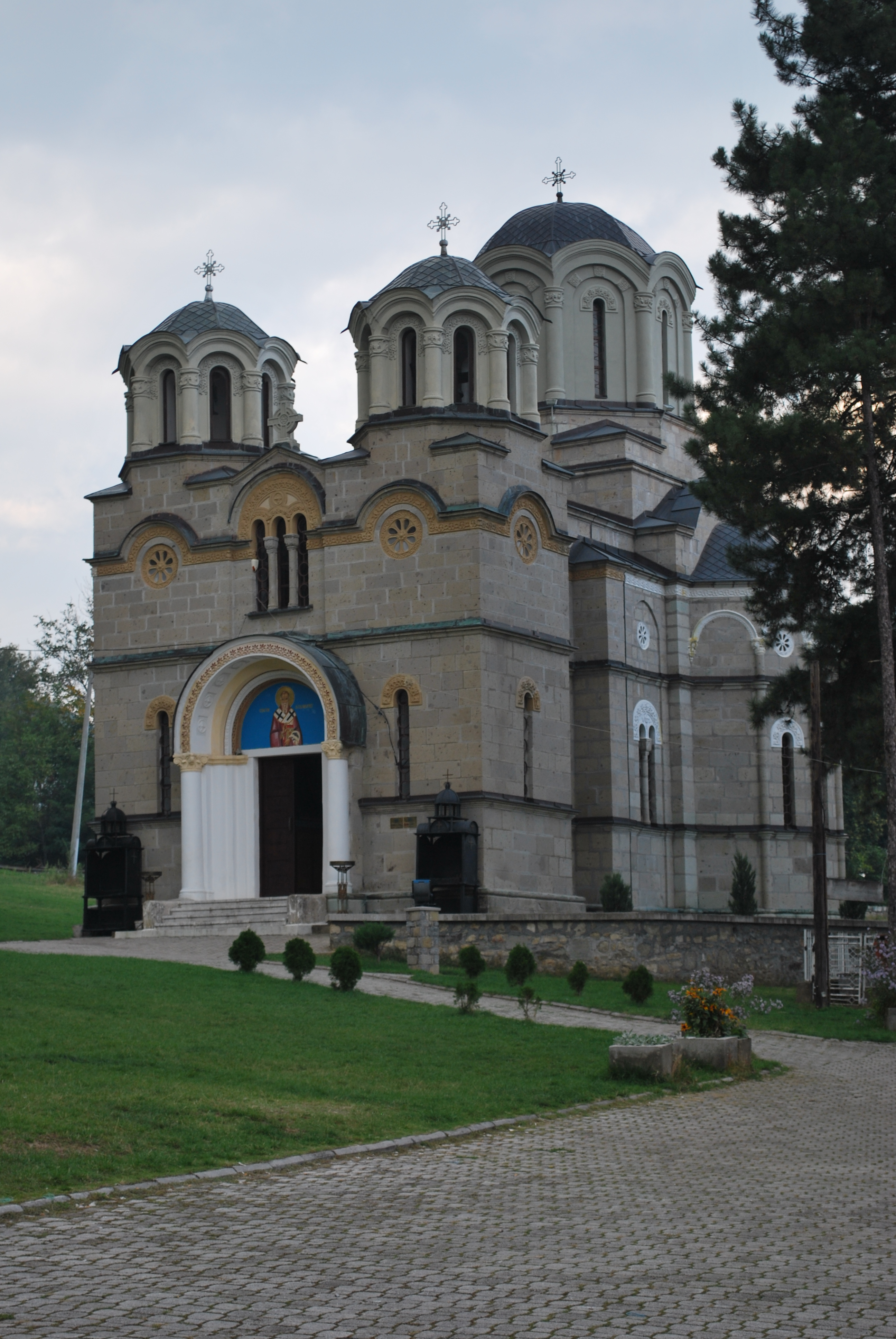
La chiesa del monastero di Lešok.

L'eparchia si trova nella parte nord-occidentale della Macedonia del Nord e comprende l'intera regione del Polog.
Sede eparchiale è la città di Tetovo, dove si trova la cattedrale dei Santi Cirillo e Metodio.
Il territorio è suddiviso in due vicariati episcopali: Tetovo e Gostivar. Nell'eparchia sorge uno dei più importanti monasteri del paese, il monastero di Lešok, fondato nel XIV secolo.

## Storia
L'eparchia è stata eretta dal Santo Sinodo della Chiesa ortodossa macedone il 17 settembre 2013 ricavandone il territorio dall'eparchia di Polog-Kumanovo, che fu contestualmente soppressa.
Lo stesso giorno è stato eletto il metropolita Giuseppe Velički., intronizzato nella cattedrale dei Santi Cirillo e Metodio il 3 novembre successivo.

## Cronotassi
- Giuseppe Velički, dal 17 settembre 2013